# Yūya Satō
Yūya Satō (jap. 佐藤 優也 Satō Yūya; ur. 10 lutego 1986) – japoński piłkarz występujący na pozycji bramkarza. Obecnie występuje w JEF United Chiba.

## Kariera klubowa
Od 2004 roku występował w klubach Ventforet Kōfu, Consadole Sapporo, Giravanz Kitakyushu, Tokyo Verdy i JEF United Chiba.